# Blower-Door-Test
Il Blower-Door-Test, letteralmente test della porta soffiante, è un metodo di misurazione della pressione differenziale (così è chiamato in tedesco) che permette di misurare l'ermeticità di un edificio dopo aver imposto una determinata differenza di pressione tra interno ed esterno. 
Il metodo permette di scoprire “le perdite d'aria” dell'involucro edilizio e di valutare il flusso (o tasso) di ricambio dell'aria.
Valori bassi (infiltrazioni d'aria inferiori) sono preferibili.

## Principio
Attraverso un apposito ventilatore l'aria viene immessa o aspirata dall'edificio oggetto del test.
 La forza del ventilatore viene regolata in modo che tra pressione interna e pressione esterna ci sia una prestabilita differenza di pressione.
 La differenza di  pressione tra due punti dell'atmosfera è la causa dei flussi d'aria (con un vento di intensità 5 si ha circa una differenza di pressione di 50 Pa). Il ventilatore viene incassato in un telaio che viene applicato alla porta d'ingresso, da qui il nome inglese Blower (=Ventilatore) -Door (=porta)-Test.
Al ventilatore sono collegati degli strumenti che misurano la differenza di pressione e l'intensità del flusso d'aria. La velocità di rotazione del ventilatore è regolata in modo tale da generare una ben determinata differenza di pressione tra l'interno e l'esterno. Di conseguenza si induce un flusso d'aria che compensa le “perdite” di differenza di pressione dovute alle infiltrazioni. Il flusso d'aria misurato viene diviso per il volume dell'edificio. Questo valore può essere confrontato rispetto ad altri edifici e alle indicazioni di normativa per avere una caratterizzazione dell'ermeticità dell'edificio oggetto di studio.
Poiché a infiltrazioni d'aria corrispondono carichi termici che l'eventuale impianto di riscaldamento/condizionamento deve compensare, il blower door test è fondamentale per valutare il comportamento termico-energetico degli edifici, specialmente se si vogliono raggiungere elevate prestazioni.

## Valori tipici
Tipici valori di n50 (differenza di pressione 50 Pa) sono:
- casa passiva <= 0,6 /h
- edificio a basso consumo energetico <= 2,0 /h
- edificio con impianto di ventilazione forzata <= 1,5 /h
- edificio tradizionale <= 3,0 /h

In genere sono indesiderate perdite ove la velocità dell'aria ≥ 2,0 m/s.
Correnti d'aria di velocità inferiore a 1m/s possono essere tollerate.
Un valore di n50 di 4 all'ora significa che con una differenza di pressione di 50 Pa il volume d'aria dell'edificio viene cambiato per 4 volte in un'ora.

## Fasi della misurazione
Il Blower Door Test si suddivide in tre fasi:
1. nella prima fase viene creata e mantenuta una depressione costante di 50 Pa o leggermente superiore. Durante questa fase viene ispezionata l'intera superficie dell'edificio (il suo involucro) alla ricerca delle “perdite”, per individuare dove l'indesiderata aria fuoriesce (punti non ermetici). Questi sono i punti responsabili delle perdite d'aria e quindi del calore dell'edificio. Le perdite maggiori si possono sentire con la mano, mentre per quelle di intensità ridotta è necessario un generatore di fumo oppure un anemometro. Può essere utile anche il ricorso alla termocamera;
2. nella seconda fase viene creata una depressione crescente; si parte da valori pari a circa 10, 30 Pa e si prosegue a passi di 5, 10 Pa sino a raggiungere un valore finale di 60, 100 Pa. Per ogni passo si registra e protocolla il flusso di volume d'aria;
3. nella terza fase viene creata una sovrapressione (=depressione invertendo i lati) e le medesime misurazioni fatte nella fase 2 vengono ripetute. Questo indica quanto valgono le rimanenti perdite (con una pressione di riferimento di 50 Pa).

L'esatta procedura di misurazione è regolata dalla norma UNI EN ISO 9972:2015 "Prestazione termica degli edifici - Determinazione della permeabilità all'aria degli edifici - Metodo di pressurizzazione mediante ventilatore".